# Karnevál

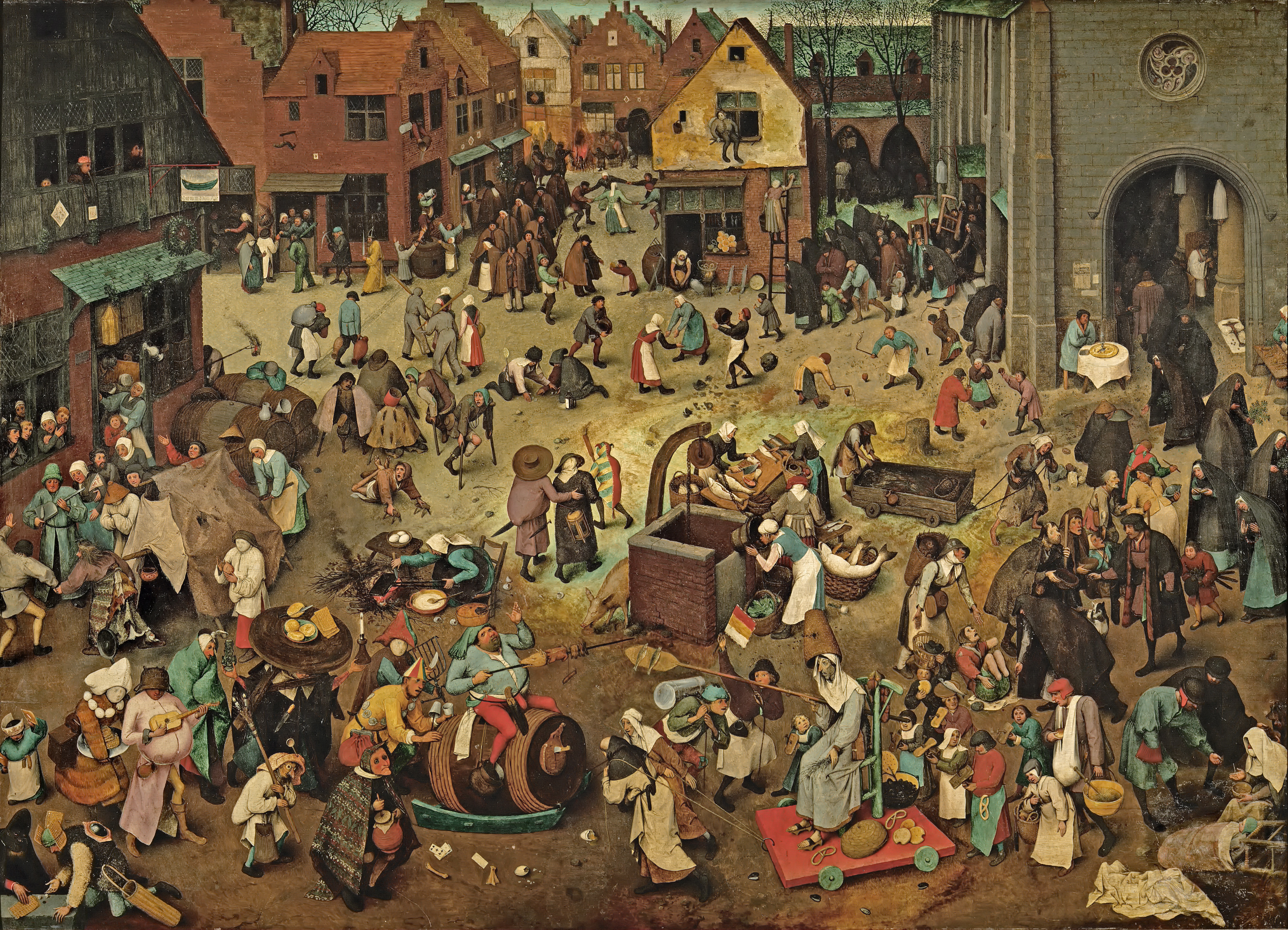
Pieter Bruegel: A farsang és a böjt csatája

A karnevál vagy hagyományos magyar nevén „a farsang farka” a farsangi időszaknak a farsangvasárnaptól húshagyókeddig tartó utolsó három napja, ami nagy mulatságok közepette zajlik.

## Története
A karnevál valójában ősi télbúcsúztató, tavaszköszöntő népünnepély, amelyet beiktattak a vallási ünnepek közé. A farsang hagyományosan vízkereszttől húshagyókeddig tart. Ebben az értelemben a farsangi karnevált mint jelmezes, táncos népünnepélyt a húsvétot megelőző 47. napon, húshagyókedden rendezik meg és még aznap éjfélkor, a hamvazószerda beköszöntekor befejeződik. (A nagyböjt a húsvétvasárnap előtti 40 böjti hétköznap)

## Neve eredete
A carnevale szó a „carne” (latin) „hús” szóból és a „levare” vagy „vale” (latin) „elhagyni”, illetve „búcsúzom/~isten veled” szavakból eredeztethető: „búcsúzás a hústól”.
A karnevál elnevezést időnként és helyenként helytelenül használják. Például a Debreceni Virágkarnevál neve megtévesztő, hiszen ezt augusztus 20-án tartják, tehát nem farsangi esemény.

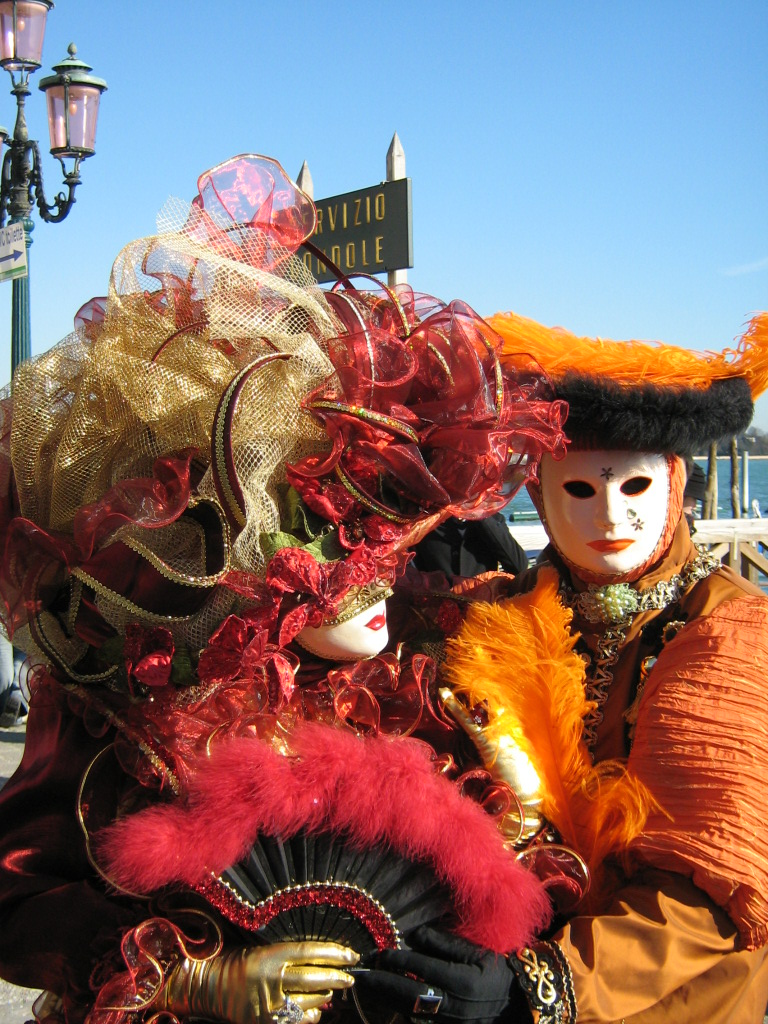
Velencei karnevál (2009)

## Híres karneválok
- Riói karnevál (Brazília)
- Velencei karnevál (Olaszország)
- New Orleans-i karnevál (Amerikai Egyesült Államok)
- Funchali karnevál (Madeira, Portugália)
- Mohácsi busójárás – Magyarország legnevezetesebb farsangi eseménye